# Biblioteca della Veneranda Fabbrica del Duomo
La Biblioteca della Veneranda Fabbrica del Duomo è una biblioteca specialistica di Milano, con sede nel Palazzo dell'Orologio.
Conserva al suo interno documentazione architettonica e storica della Veneranda Fabbrica del Duomo di Milano dal Trecento in poi: vi è annesso anche l'archivio della Fabbrica e della Cappella musicale del Duomo di Milano.

## Storia
La Fabbrica ha sempre mantenuto una raccolta ordinata dei propri documenti, ad esempio con il lavoro cinquecentesco di Orazio Vimercati, ma il moderno archivio è organizzato dal 1742 al 1748 per mano del notaio Giuseppe Maria Tarantola, autore di una divisione in sedici tomi delle raccolte: la struttura odierna viene fissata tra il 1948 e il 1972 da Angelo Ciceri.
Dal 2013 è riconosciuto dalla Regione Lombardia come Archivio di notevole interesse storico.